# Бисер

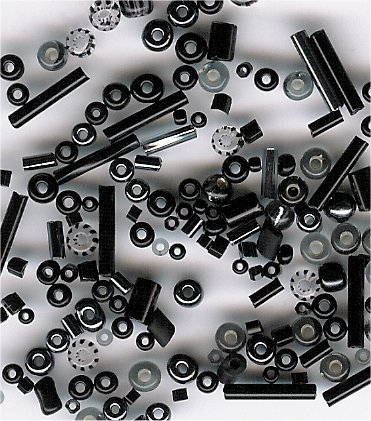
Смесь из бисера различных форм японского производства

Бисер (бусины) — маленькие декоративные объекты с отверстием для нанизывания на нитку, леску или проволоку. Искусство изготовления украшений из бисера называется бисероплетением. Бисер используется также в вышивке, мозаике и вязании.

## Виды бисера
| Стеклярус                                                               | Трубочки из цветного стекла разных размеров, цветов, формы (в том числе витой и гранёный). Главный размер стекляруса — его длина. Чаще стеклярус имеет острые края (хотя есть и с оплавленными краями), поэтому для работы необходимо использовать прочные нити в несколько сложений, а по краям стекляруса можно помещать бисеринку (если позволяет схема изделия). Более короткий бисер цилиндрической формы называется рубленым, рубкой. |
| Парчовый (с серебряной нитью, «огонек»)                                 | Бисер из прозрачного стекла. Поверхность отверстия покрыта блестящей «серебряной» краской. Отверстия могут быть не только круглого, но и квадратного сечения, благодаря чему бисер выглядит гранёным. Парчовый бисер из бесцветного стекла кажется серебряным, а из жёлтого — золотым. |
| «Хамелеон» (с цветной нитью)                                            | Бисер из цветного прозрачного стекла, поверхность отверстий которого покрыта краской, отличающейся по цвету от стекла. Такой бисер «играет» в изделии и может менять цвет в зависимости от освещения. |
| Обливной (мокрый) бисер                                                 | Слабо прозрачный бисер, как правило, пастельных оттенков, со слегка блестящим покрытием |
| Перламутровый (цейлонский)                                              | Чуть прозрачный бисер пастельных тонов со слегка блестящим белёсым покрытием, напоминающим жемчуг. |
| Непрозрачный натуральный бисер (естественный, обычный), матовый, глухой | Бисер из непрозрачного стекла без покрытия, почти без блеска. |
| Металлический бисер (металлик)                                          | Стеклянный бисер с покрытием «под металл» разных цветов. Это покрытие непрочное, и при работе или в процессе носки стирается. В 20-30 годы был популярен металлический бисер (гранёный и рубка) |
| Блестящий (люстровый)                                                   | Бисер с глянцевым, сильно блестящим покрытием без переливов, лакированный. |
| Прокрашенный внутри                                                     | Бисер из бесцветного прозрачного стекла с прокрашенной внутренней поверхностью отверстия (с тайваньского бисера такого типа в воде полностью смывается краска). |
| Костинский                                                              | Выпускаемый на фабрике в Костино, похож на Клинский, но ровнее его. |
| Клинский                                                                | Крупный прозрачный бисер, выпускаемый на лыжной фабрике в городе Клин. Это бисер низкого качества, ярких цветов, с большими отверстиями. По размеру близок к рубленому бисеру № 7/0, 8/0. |
| Асфальтовый (графитовый)                                                | Темно-серый, почти чёрный бисер с металлическим блеском. |
| Тертый                                                                  | Полупрозрачный бисер с тусклой, шершавой поверхностью без блеска. При встряхивании пакетика и потирании издаёт характерное шуршание. Такой «тертый» бисер с квадратным отверстием обладает оптическим эффектом — светящейся продольной полоской внутри бисеринки, похожей на «кошачий глаз». |
| Полосатый                                                               | Бисер из стекла, в которое вплавлены цветные полосы |
| Радужный                                                                | Бисер с блестящим, прозрачным, слегка переливающимся покрытием. |
| Бензиновый (переливчатый)                                               | Бисер с блестящим, переливающимся разными цветами покрытием, напоминающим разводы бензиновой плёнки на воде. |
| Прозрачный натуральный (естественный, обычный)                          | Бисер из прозрачного стекла без покрытия. |
| Мраморный (меланжевый)                                                  | бисер с неоднородным покрытием, как будто из плохо перемешанного цветного стекла. Бисеринки слегка отличаются друг от друга оттенком или тоном. |
| С золотой нитью                                                         | Бисер из прозрачного бесцветного стекла. Поверхность отверстия покрыта блестящей «золотой» (бронзовой, медной) краской. |
| Волокнистый (снежок, соломка)                                           | Рубленый бисер или стеклярус, как бы склеенный из продольных трубочек (волокон). |

## Чешская классификация бисера
Валентина Никандрова. Виды бисера по чешской классификации. (Полная версия статьи). Дата обращения: 5 апреля 2009. Архивировано из оригинала 5 сентября 2011 года.

## Из истории стеклянного бисера

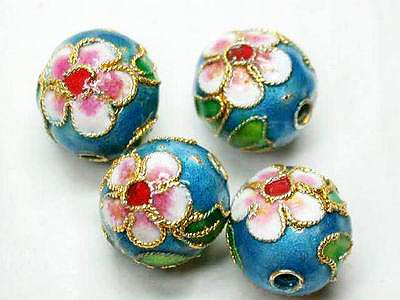

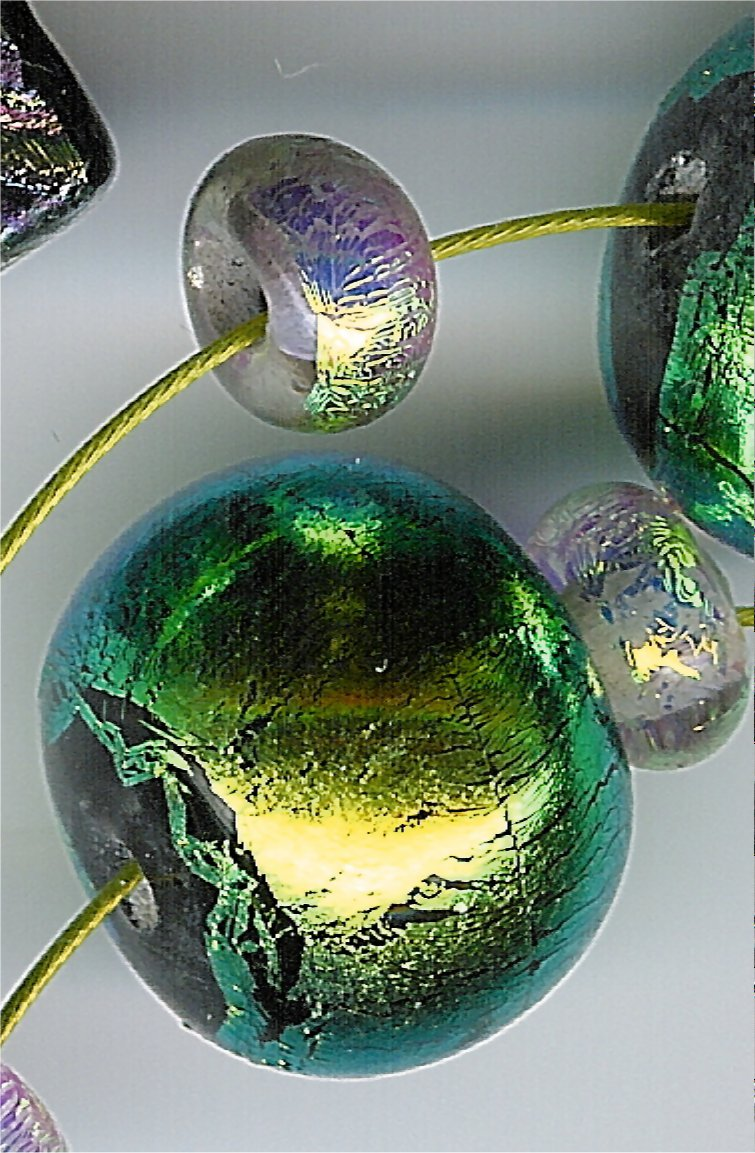

Легенда о возникновении стеклоделия рассказывает: «Однажды, в очень далекие времена, финикийские купцы везли по Средиземному морю груз добытой в Африке природной соды. На ночлег они высадились на песчаном берегу и стали готовить себе пищу. За неимением под рукой камней обложили костёр большими кусками соды. Поутру, разгребая золу, купцы обнаружили чудесный слиток, который был твёрд как камень, горел огнём на солнце и был чист и прозрачен как вода. Это было стекло». Первым её приводит античный историк Плиний Старший в I в., в период расцвета стеклоделия в Риме.
История науки традиционно связывает возникновение стеклоделия с Египтом, основанием чему служат многочисленные свидетельства, полученные в археологических раскопках, и исследования найденных предметов методом термолюминесцентного датирования. Долгое время подтверждением возникновения стеклоделия в Египте считались глазурованные стеклом фаянсовые плитки внутренних облицовок пирамиды Джосера (середина III тысячелетия до н. э.); к ещё более раннему периоду (первой династии фараонов) относятся находки фаянсовых украшений, т. е. стекло существовало в Египте уже 5 тысяч лет назад. Исследования в Древней Месопотамии, в особенности в зоне Шумера и Аккада, показали, что найденная в районе Ашнунака цилиндрическая печать из прозрачного стекла датируется периодом династии Аккада, то есть ей около четырёх с половиной тысяч лет. Но бусина зеленоватого цвета диаметром около 9 мм, хранящаяся в Берлинском музее, найденная египтологом Флиндерсом Питри около Фив, может иметь возраст в пять с половиной тысяч лет. Н. Н. Качалов отмечал, что на территории Старовавилонского царства археологи регулярно находят сосудики для благовоний местного происхождения, выполненные в той же технике, что и египетские. По словам учёного, есть все основания считать, «что в Египте и в странах Передней Азии истоки стеклоделия отделяются от наших дней промежутком приблизительно в шесть тысяч лет».
Таким образом, почти 6 тысяч лет тому назад возникло стеклоделие и появились стеклянные бусы разных форм и размеров. Благодаря совершенствованию технологии бусы становились все мельче. Так появился бисер — мелкие, круглые или многогранные, слегка сплюснутые бусинки с отверстиями для продевания нитки. Его название происходит от «фальшивого жемчуга», изготовлявшегося в Египте из непрозрачного (глухого, или пастового) стекла, который по-арабски назывался бусра или бусер.

### Способы производства стеклянного бисера

#### Самые древние
Существовало несколько способов производства стеклянного бисера. Наиболее древним и простым был способ вытягивания.
В те далекие времена стекло варили на костре в толстостенных горшках из огнеупорной глины — тиглях, которые имели форму невысоких цилиндрических или слегка расширяющихся сосудов. В них засыпали шихту — смесь чистого кварцевого песка, соды, извести и мела. Из-за недостаточно высоких температур стекло представляло собой густую, вязкую массу и обрабатывалось на стадии «вязкого теста».
Бусы изготовляли, вытягивая нити из стекломассы с помощью металлического прутика, введённого в расплавленное стекло. Стекло прочно приставало к прутику, причём толщина вытягиваемой нити зависела от скорости вытягивания и густоты стекломассы. Чем жиже была стекломасса и больше скорость вытягивания, тем тоньше получалась нить. Затем нить навивали на тонкий медный стержень, толщина которого соответствовала отверстию для нанизывания. Стержень извлекали, а бусинку подвергали повторному разогреву с последующей ручной обработкой при помощи простейших инструментов.
Был и другой способ: вытянуту Боковой продольный шов сглаживали, а трубочку разрезали на кусочки необходимой длины и обрабатывали отдельные бусинки вручную. Для разноцветных бус нить изготовляли из нескольких «спаянных» между собой прутиков разного цвета.

#### Римская империя
Co временем совершенствовалась технология изготовления стекла: во II тысячелетии до н. э. появилось полупрозрачное стекло, а в I в. до н. э. люди научились варить стекло прозрачное, бесцветное и окрашенное.
Из Древнего Египта и Сирии производство стекла, бус и бисера распространилось в Римскую империю. В I веке до н. э. в Александрии был изобретен способ выдувания различных предметов с помощью тростниковой или металлической трубки.
С появлением способа выдувания изменился и процесс изготовления бус и бисера. Их делали не только из нити, а и из пустотелых стеклянных трубочек-дротиков, которые мастер-стеклодув выдувал из капли расплавленного стекла с помощью трубки-понтии. Получение стеклянной трубки постоянного диаметра, длины и заданной толщины требовало от мастера большой сноровки, ловкости и отличного глазомера.
Затем тонкие стеклянные разноцветные трубочки разрезали ножницами гильотинного типа на мелкие кусочки, на сите отсеивали их от осколков и обрабатывали во вращающемся барабане увлажнённой шлифовальной смесью из толчёного угля с известью или огнеупорной глиной.
После заполнения отверстий смесью бисер высушивали, смешивали с небольшим количеством песка и нагревали до вишнёво-красного каления в медленно вращающихся чугунных барабанах. При этом размягчённые стеклянные колечки округлялись, сглаживались неровности, вращение не давало им сплющиться, а порошковая смесь — заплыть отверстиям. После охлаждения бисер промывали, высушивали и с помощью полировального порошка возвращали ему блеск, утраченный при нагревании.
Таким способом изготовляли и стеклярус, который в отличие от бисера представляет собой отрезки стеклянной трубочки длиной 3 мм и более.

### Венеция — центр бисерного производства
В начале нашей эры стеклоделие появилось в Риме и других городах Италии, в Греции, Галлии — территория нынешней Франции, Испании, Португалии, Германии. После падения Римской империи, расколовшейся в 395 г. н. э. на Западную, во главе с Римом, и Восточную, названную Византией, во главе с Константинополем, центр стеклоделия в конце V в. переносится на Восток — в Византию. Но особого расцвета достигает стеклоделие в Венеции, куда переселилось много греческих и византийских мастеров. В X—XII вв. здесь изготовляли простейшие изделия бытового назначения и бусы, но после падения Византии с XIII в. стекольная промышленность Венеции вступает в полосу своего интенсивного развития. Расцвет искусства венецианских стеклоделов относится к XV—XVII вв., а в XVIII в. наступает период упадка из-за конкуренции с другими странами Европы.
На протяжении многих веков Венецианская республика строго охраняла секреты производства стекла. Законы, издаваемые верховным органом республики сенатом, сулили мастерам-стеклоделам не только исключительные привилегии, но и смерть за разглашение секретов стеклоделия.
В 1221 г. был издан указ о перенесении всех крупных стекольных мастерских, с целью санитарно-технических мероприятий и противопожарной безопасности, из города на остров Мурано, расположенный в Адриатическом море в 2 км от Венеции. С 1275 г. под угрозой конфискации запрещается вывоз из Венеции сырья, чтобы не дать возможности установить его состав. С начала XIV в. каждый гражданин республики, ставший стеклоделом, причислялся к привилегированным слоям общества. А в 1316 г. был издан указ, по которому дочерям мастеров-стекольщиков разрешалось выходить замуж за патрициев и их дети признавались патрициями. В XV в. жители острова Мурано получили свою администрацию, свой суд и свою монету. В 1445 г. острову было предоставлено право содержать в Венеции своего посла.
Но несмотря на особые привилегии, данные стеклоделам, уже с конца XIII в. во многих городах Италии (Падуе, Ферраре, Равенне и других) возникли стекольные мастерские, созданные венецианскими мастерами — перебежчиками. В XV в. такие мастерские появляются в Германии и во Франции. Для сохранения монополии в 1490 г. сенат республики отдаёт производство стекла под охрану Совета десяти. Издается указ о государственной измене и наказании бежавших мастеров. В нём требовалось возвращение стекольного мастера, передавшего секреты своего мастерства в другую страну. При неповиновении его родных и близких заключали в тюрьму, если же стекольщик продолжал упорствовать, посылали убийц и только после его смерти освобождали родных. Эта практика зверской расправы над мастерами-перебежчиками продолжалась до XVIII в.
Венеция на многие века стала единственным центром бисерного производства. Она снабжала бисером Восток и Запад, где его обменивали на золото, пряности, шелка; у народов Африки его использовали как разменную монету. Громадный сбыт бисера шёл в Европу, где существовали склады бисера и устраивались бисерные ярмарки. Особенно ценился очень мелкий (диаметром 0,5 мм) и блестящий бисер. Широко применялся в рукоделии парчовый бисер, отполированный изнутри, посеребренный и позолоченный.
После открытия Америки и установления морского пути в Индию на смену стекольным мастерским приходят стекольные заводы, строящиеся в XVI—XVII вв. в Испании, Португалии, Нидерландах, Англии и во Франции. Но Венеция по-прежнему остается главным поставщиком бисера в Америку, Индию, страны Океании, Европу и Азию.

### Германия
В конце XVIII в. началось изготовление бус и бисера в Германии. Сначала в области Фихтельгебирге начали изготовлять бусы и бисер массивных сортов из непрозрачного стекла и фарфора. Их экспортировали в Россию, Азию и Африку. В начале XVIII в. в Тюрингии было основано производство лёгких дутых бус из стекла, которое со временем превратилось в производство ёлочных украшений. Здесь изготовляли и искусственный жемчуг из стекла путём особого метода обработки чешуи рыбы — уклейки. Шлифовали бисер в Богемии (Чехия), где издавна существовало производство стекла.

### Чешское стеклоделие
Как подтверждают археологические раскопки и письменные источники, начало чешского стеклоделия относится к средним векам.
Техника стеклоделия проникла сюда из соседних стран, но вскоре мастера в Чехии научились варить стекло, которое по своей чистоте, прозрачности, блеску и твёрдости превосходило все ранее известные изделия из стекла. Первый огонь в стекловаренной печи загорелся в 1376 г. в посёлке Скленаржица, неподалёку от Яблонца. В 1548 г. в деревне Мшено-над-Нисой (сейчас часть города Яблонец-над-Нисоу) был основан первый стекольный завод, а в 1760 г. в Яблонец-над-Нисой прибыли первые иностранные купцы.
В отличие от венецианского легкоплавкого стекла, которое обрабатывалось в нагретом состоянии, чешское стекло тугоплавко. Стеклоделы Богемии создали свою технологию, введя в состав стекла вместо соды древесную золу — поташ. Отсюда и пошло название «лесное стекло». Оно твёрже, легче поддается обработке, гранению и шлифованию. Германский монах Теофил в своём знаменитом «Трактате о различных ремеслах» писал, что в X—XI вв. чешские стеклоделы варили стекло из двух частей буковой золы и одной части хорошо промытого песка, а в XII в. использовали золу папоротника.
Особой популярностью чешское стекло пользовалось в конце XVII — начале XVIII в. Наряду с крупными изделиями здесь изготовляли бусы, искусственные драгоценные камни для вышивания, хрустальный и стеклянный бисер и стеклярус.
Покрытый цветными эмалями, гранёный богемский бисер отличался от круглого венецианского игрой света и красотой. Наибольшего расцвета бисерное производство достигло в первой четверти XIX в., когда благодаря соперничеству Венеции и Чехии мелкий бисер достиг очень большого разнообразия и по размерам, и по богатейшему подбору цветов и оттенков.

### Современные способы изготовления бисера
Во второй половине XIX в. были изобретены машины для изготовления бисера, благодаря чему значительно снизилась его стоимость. На смену вертикальным дискам для разрезания стеклянных трубок в 1890 г. пришёл вырубной пресс в виде гильотины, что дало возможность обрабатывать одновременно большую связку трубочек. Это способствовало распространению богемского бисера во многие страны мира. Но постепенно, в связи с упадком всевозможных рукоделий, бытовавшим во многих странах на протяжении нескольких столетий, снижается и производство бисера. Исчезают мелкие сорта, уменьшается количество цветов и оттенков, бисер становится более грубым.

### Бисер из металла
Родиной бисера из золота, серебра, стадии других металлов является Париж, но шлифовали его в Германии. Позже металлический и массивный стеклянный бисер штамповали и покрывали амальгамой или расплавленным оловом для получения серебристого бисера, а золотистый получали, погружая бисеринки в слабый раствор железного купороса и слабый раствор хлористого золота. Металлический бисер производили также в Англии…

### Бисер на Руси
Издавна было известно стеклоделие и в нашей стране, о чём свидетельствуют раскопки древних курганов и городищ, а также письменные источники. Как писал академик Н. Н. Качалов, «Искусство изготовления тончайшего узорочья из меди, бронзы, серебра и золота зародилось на Поднепровье очень давно, и археологи прослеживают его развитие от первых веков нашей эры. Постепенно совершенствуясь, оно достигло чрезвычайно высокого технического и художественного уровня в эпоху Киевской Руси. Древнекиевским ювелирам были известны секреты изготовления разноцветных эмалей, которые являются определённой категорией легкоплавких прозрачных или заглушенных стекол».
На огромных просторах бывшего Киевского государства, раскинувшегося от Чёрного моря до Ладожского озёра и от Карпат до верхнего течения Волги, всюду на городищах, в курганах и захоронениях археологи находят множество стеклянных бус, браслетов, перстней, осколков битой посуды. Недавно на территории Сумской области в захоронениях III—IV вв. найдены коралловые, сердоликовые и стеклянные бусы. Остатки стеклоплавильных мастерских с разрушенными горнами, черепками тиглей, облитых разноцветными расплавами, обломки тонкостенных сосудов из стекла, кусков эмалей и многоцветных смальт, найденные при раскопках, свидетельствуют о том, что наши предки знали стекло не только благодаря торговле со странами Востока, Азии и Византии.
Уже в IX в. в Киеве существовали небольшие мастерские по изготовлению стеклянной посуды, предметов быта и украшений, мозаичных смальт и цветных, эмалей. Позднее из Киева стеклоделие распространилось в Чернигов, во Владимир, в Рязань, Галич, Полоцк и другие города.
Если при раскопках курганов VIII—XI вв. встречаются стеклянные изделия из глухого цветного стекла, похожего на металл, иногда расписанные эмалевыми красками в виде простых геометрических узоров, то в XII в. для их изготовления применяли полупрозрачное стекло разных цветов. Стеклянные бусы были самые разнообразные по величине, форме, расцветке и художественной обработке. По цвету они были зелёные, синие, желтые, фиолетовые, чёрные, серебряные и золочёные; по форме — круглые, цилиндрические, бочонко- и винтообразные или биконические в виде двух усечённых конусов, сложенных своими широкими основаниями. Переливаясь на солнце всеми цветами радуги, издавая мелодичный звон при движении, эти украшения делали женский костюм ещё наряднее и красочнее.

В Евангелии от Матфея (гл. 7, ст. 6) говорится: «Не мечите бисер перед свиньями», что иносказательно означает: «не стоит говорить о том, что собеседники не могут ни понять, ни оценить должным образом». Слово «бисер» (так раньше на Руси назывался жемчуг) вошло в современную русскую речь из церковнославянского текста Библии.

#### Пётр I
Большое внимание развитию стеклоделия в России уделял Пётр I. Он отменил пошлины на стеклянные изделия, привлекал для подготовки русских мастеров иностранных стеклоделов, посылал молодых россиян за границу учиться стекольному делу и, в частности, искусству изготовления бисера. По его приказу в 1705 году на Воробьёвых горах под Москвой был построен завод зеркального стекла. После смерти царя Воробьёвский завод был переведён в Санкт-Петербург и со временем стал Императорским.
В XVIII—XIX веках в России существовали небольшие казённые и частные заводы по изготовлению всевозможных изделий из стекла, но никаких свидетельств о массовом производстве бисера нет.
С увеличением бисерного рукоделия резко повысился спрос на бисер и стеклярус разных сортов и оттенков. Если в 1748 году только через Петербургский порт было ввезено в Россию из-за границы 472 пуда бисера и 2 пуда стекляруса, то в 1752 году — уже 2126 пудов бисера и 29 пудов стекляруса.

#### М. В. Ломоносов
В 1752 году М. В. Ломоносов, строительство Усть-Рудицкой фабрики под Ораниенбаумом для «делания изобретенных им разноцветных стекол и из них бисеру, пронизок и стекляруса и всяких других галантерейных вещей и уборов, чего ещё поныне в России не делают, но привозят из-за моря великое количество ценою на многие тысячи».
Одной из основных построек была лаборатория, в которой находилось девять печей. В 1754 году Усть-Рудицкая фабрика выдала свою первую продукцию: бисер и стеклярус, гранёные камни и броши, заглушённые цветные стёкла для мозаики и т. п.
Стеклярусом, изготовленным на этой фабрике, был отделан Стеклярусный кабинет Китайского дворца в Ораниенбауме.

В 1765 году, после смерти М. В. Ломоносова, фабрика закрылась, просуществовав всего 10 лет.
В своём стихотворении «Письмо о пользе стекла» М. В. Ломоносов писал:
Так в бисере Стекло, подобяся жемчугу,
Любимо по всему земному ходит кругу.
Им красится народ в полунощных степях,

Им красится Арап на южных берегах…

## Японский бисер
Новый этап в истории бисероплетения начался с основания производства бисера в Японии. В 1949 году основана компания Miyuki, а в 1951 году появилась компания TOHO. Оба производителя выпускают бисер высшего качества и постоянно пополняют свой ассортимент новыми формами и оттенками. В 1982 году компания Miyuki выпустила революционный цилиндрический бисер, названный Delica. TOHO не отстает от своего основного конкурента, в их линии бисера также есть цилиндрический бисер, который называется Treasures. Новейшие технологии и непрерывный контроль за производством позволяют японцам выпускать поразительно ровный бисер с покрытием, гораздо более устойчивым ко внешним воздействиям, чем у других компаний. В 2000 году TOHO запустили линию бисера под названием Aiko, который заслужил право называться самым ровным бисером в мире. Помимо обычного круглого бисера и стекляруса японские фирмы выпускают бисер сложных форм: капли, магатамы, треугольный, кубический и шестигранный бисер, а также бисер Шарлотта (круглый бисер с одной плоской гранью размера 15/0, традиционно производимый в Чехии).
Среди японских производителей также есть компания Matsuno, но по качеству бисера она значительно уступает соперничающим TOHO и Miyuki, которые заслуженно считаются лидерами рынка японского бисера.

### Размеры японского бисера
Стандарты бисера в Японии отличаются от европейских стандартов. Размер японского бисера принято обозначать цифрами вида 11/0, где первая цифра показывает, сколько бисеринок поместится в некоторый заданный отрезок (а именно отрезок длиной в дюйм, то есть примерно 2,5 см). Так, в один и тот же отрезок уместится 11 бисеринок размера 11/0, 8 бисеринок размера 8/0 или 15 бисеринок размера 15/0. Таким образом, бисер 15/0 самый маленький, а 3/0 — самый крупный. Размеры японского бисера в миллиметрах:
| Размер бисера | Размер в мм |
| ------------- | ----------- |
| 15/0          | 1.5 мм      |
| 11/0          | 2.2 мм      |
| 8/0           | 3.0 мм      |
| 6/0           | 4.0 мм      |
| 3/0           | 5.5 мм      |